# Чижа (река)
Чи́жа — река в России, протекает в Заполярном районе Ненецкого автономного округа на юге полуострова Канин.
Длина реки составляет 44 км. Начинается на высоте 2 м над уровнем моря, вытекая из озера Большое Парусное (или Парусное) на водоразделе перешейка полуострова Канин. Извилисто протекает с северо-востока на юго-запад, образуя местами старицы; через некоторые перешейки между петлями реки были прокопаны короткие каналы для спрямления судового хода. Впадает в Мезенскую губу Белого моря. Устье реки находится в 11 милях к юго-востоку от мыса Конушинская Корга на Конушинском берегу. Вход в реку расположен между низменным песчаным мысом Корговый и находящимся в 1,2 мили к югу от него мысом Чёрный Нос. На правом берегу реки расположена деревня Чижа. Отмель с глубинами менее 5 метров в районе устья реки имеет ширину до 9 миль. К устью реки ведёт фарватер, пролегающий среди обширной прибрежной осушки. Фарватер имеет четыре колена. После шторма положение фарватера меняется. В устье реки имеется яма, защищённая почти от всех ветров. Морская зыбь не заходит в реку, разбиваясь на прибрежной осушке. В районе реки Чижа была обнаружена магнитная аномалия. Притоки (от истока): Лаиайяха (левый), Пюрненей (правый), Тютельга (левый).
Ширина реки у истока 10—12 м, у устья до 300 м. Влияние морских приливов ощущается на расстоянии до 20—25 км от устья (высота приливов в устье может превышать 10 м), поэтому рыбацкие становища и другие временные поселения в низовьях, как и деревня Чижа в устье, располагаются на северном, возвышенном берегу реки. Судоходна на всём протяжении (в верховьях, где глубина фарватера составляет 1,5—2 м, — лишь для небольших судов). Скорость течения до 4 км/ч.

## Данные водного реестра
По данным государственного водного реестра России относится к Двинско-Печорскому бассейновому округу, водохозяйственный участок реки бассейна Белого моря от мыса Воронов до мыса Канин Нос. Код объекта в государственном водном реестре — 03030000312103000051257.

## Чёшский волок
В XVI—XVIII веках поморы при плавании на кочах из Белого моря к Печоре, Новой Земле, Оби и другим пунктам к востоку от Канина использовали так называемый Чёшский волок через речную и озёрную систему Канинского перешейка, позволявший избежать обхода полуострова Канин. Река Чижа, впадающая в Мезенский залив Белого моря, вытекает из озера Парусное (или Большое Парусное) на водоразделе полуострова Канин. Из этого же озера вытекает текущая на северо-восток река Проходница, правый приток реки Чёша, впадающая в неё в нескольких километрах от устья последней. В свою очередь, Чёша впадает в Чёшскую губу Баренцева моря на восточном берегу Канина. Проход через реки Чижа и Чёша был исследован в 1902 году экспедицией Русского географического общества под руководством биогеографа Б. М. Житкова. Ещё одна экспедиция РГО обошла в 2022 году полуостров Канин по воде замкнутым маршрутом (включая речной и озёрный участок Чижа — оз. Парусное — Проходница — Чёша) на поморском карбасе, показав, что Канин можно формально считать островом. Чёшский волок носит такое название, несмотря на то, что сухопутные участки на нём отсутствуют; он используется местным населением и в настоящее время.

## Топографические карты
- Лист карты Q-38-IX,X Чижа. Масштаб: 1 : 200 000. Указать дату выпуска/состояния местности.
- Лист карты Q-38-29-C,D — ФГУП «ГОСГИСЦЕНТР»